# Elbert Márta
Elbert Márta (Budapest, 1950. március 3. –) gyártásvezető, szerkesztő, riporter, dokumentumfilm-rendező, producer. A  Fekete Doboz egyik alapító-szerkesztője, a magyar és kelet-európai rendszerváltás eseményeinek dokumentálója. 

## Életpálya
1970 és 1990 között a Magyar Filmgyártó Vállalatnál játékfilmek gyártásán dolgozott mint produkciós pénztáros, később felvételvezető, majd 30 éves korától mint gyártásvezető. Az egyik első női gyártásvezető a Filmgyárban. Itt tanulta ki a filmkészítés csínját-bínját. A Filmgyáron belül létrejött, később önállósult Balázs Béla Stúdió (BBS) felvételvezetője, majd gyártásvezetője volt 1974 és 1978 között. Együtt dolgozott többek között Elek Judit, Gazdag Gyula, Mészáros Márta, Sándor Pál, Schiffer Pál és Tarr Béla filmrendezőkkel.
1981 és 1984 között a Színház- és Filmművészeti Főiskola diákja volt. Gyártásvezetői szakon végzett Föld Ottó osztályában. 1984 és 1988 között az ELTE Bölcsészettudományi Karán szociológia szakon szerzett diplomát.
1987-ben megalapította a Fekete Doboz Alapítványt, ahol forgatókönyvíróként, szerkesztőként, producerként és rendezőként sok tucat dokumentumfilmet készített. Meghatározó szerepet játszott az 1989-1990-es rendszerváltás eseményeinek, a köztereken zajló tüntetéseknek, ellenzéki felvonulásoknak videó kamerával történő dokumentálásában. 1989-ben az Ellenzéki Kerekasztal (EKA) tárgyalások üléseit video-jegyzőkönyv formájában rögzítette a Fekete Doboz stábjával. Ez alapján készült A rendszerváltás forgatókönyve című nyolckötetes munka, amelynek szerkesztője volt.
1990 után a társadalom margójára szorult emberekről, hajléktalanokról, betegséggel élőkről, cigányokról készített dokumentumfilmeket. 

## Oktatói, dokumentumfilmes tanári tevékenység
1995 és 2000 között a Fekete Doboz Közösségi Televíziós Iskola alapító tanára. 1997 és 2000 az ELTE Szociológiai Intézetében tanított, a Fekete Doboz Alapítvány több munkatársával együtt. 1997 és 2001 között az ELTE Média Posztgraduális szak tanára volt. 2000-ben megalapította a Fekete Doboz Roma Média Iskoláját, s annak vezető tanára volt annak 2004-es megszűnéséig. 2002 és 2009 között óraadó tanár volt az ELTE Társadalomtudományi Karán.

## Filmjei
Elbert Márta szerkesztőként, riporterként, rendezőként, producerként számos filmet alkotott. 
Szerkesztőként
- Civil technikák[10] (1988)
- A Műtárgy[11] (1988)
- Itt él a nép[12] (1988)
- A 301-es parcella[13] (1988)
- Még kér a nép[14][15] (1989)

Rendezőként, szerkesztőként
- Harangszó fél egykor (1989)[16][17][18]
- Az Ellenzéki Kerekasztal története I-V. (1989)[19][20][21][22][23]
- Magyar változások (1990)
- Túl a ráktérítőn (1990)
- Nincstelenek (1990)
- Hajléktalanok (1990)
- Végvári csatáink (1990)
- Duna-gate (1990)
- Angyal utcaiak (1991)
- Az őrök hazamentek (1991)
- Hagyaték (1991)
- Fanni és társai (1991)
- Akslé, egyujjas (1992)
- Májkép csata után (1992)
- Nagyvárosi árnyak I-VI. (1992)

Az Év Dokumentációja sorozat keretében közel hetven film, tudósítás, korrajz készítése, Havi Krónikák címmel.
- Fölrajzolt álmok (1993)
- Kiskamerás történelem I-II. (1993)
- Sinek és sátrak (1993)
- Egész világ ellenségünk (1993)
- Élet az etnikai törésvonalak mentén (BBC – Tamouz Media – Fekete Doboz koprudukció.) (1993)
- Fizetett hirdetés (1994)
- A Soros I-II. (1994)
- Folytatjuk… rádiókabaré’93. (1994)
- A 169-dik óra (1994)
- Mi történt itt? (1994)
- Fizetett hirdetés (1995)
- Lábjegyzetben – portré Kemény Istvánról (1995)
- A történelmet a győztesek írják I-IV. – Király Béla portré (1996)
- Ottilia – film Solt Ottiliáról és a demokratikus ellenzékről (1997)
- Minden hétszázadik (2000)
- Utcaképes I-IV.- Budapesti hajléktalan családok az utcán (2002)
- Mozgóképes történelem – Rendszerváltás Magyarországon és Kelet-Európában 1988-1990. I-II. (2006)
- Zárszó, avagy akik még látták J.A.-t. Faludy György és Fejtő Ferenc (2013)
- Kemény István szociológus, portréfilm (2015)
- Délutáni randevú, Cseke László és a Szabad Európa Rádió (2017)

## Könyvek, DVD, CD-ROM
- A rendszerváltás forgatókönyve I-VIII. (társszerkesztő). Fekete Doboz Alapítvány, Magvető és Új Mandátum kiadók, 1999-2000

- A rendszerváltás forgatókönyve, CD-ROM (szerkesztő, producer). A könyv bővített kiadása jogtárral és több száz fotóval. (Fekete Doboz Alapítvány – Új Mandátum kiadó, 2000)
- A Fekete Doboz története, CD-ROM
- Rendszerváltás képekben, Tankönyv DVD (szerkesztő) Tankönyvkiadó, Fekete Doboz Alapítvány, 2005
- Mozgóképes történelem – Rendszerváltás Magyarországon és Kelet-Európában 1988-1990, DVD (szerkesztő-rendező-producer) Fekete Doboz Alapítvány, Magyar Televízió, 2006
- Kiskamerás történetek. Közügyek és magánügyek; Gabbiano Print, Bp., 2018 195p.

## On-line videó munkák
- 2011. osatv.org – Száz rövidített, szerkesztett film a Fekete Doboz munkáiból
- 2012. osatv.org – 32 film és 16 etűd. Fekete Doboz Iskola, a Fekete Doboz tanítványainak vizsgafilmjeiből – szerkesztő
- 2012. osatv.org – Kulturdoboz – 66 kisfilm a Fekete Doboz archívumának kulturális, művészeti anyagaiból

## Díjai, elismerései
- Arany Kulcs filmrendezői fődíj, Akslé egyujjas (Brüsszel, 1992)
- Nagy Imre emlékplakett, (1992)
- Pulitzer-emlékdíj (1993)
- Magyar Köztársasági Érdemrend Lovagkeresztje, a társadalmi problémák szociológiai érzékenységű ábrázolásában végzett művészi munkásságáért, oktatói tevékenységéért (2005, 2017-ben visszaadva)

Valamint számos kisebb-nagyobb díj a Fekete Doboz és a Roma Média Iskola filmjeinek, alkotóinak.